# Vállalkozó vasúti társaság
A vállalkozó vasúti társaság vagy kereskedővasút olyan vasúti áruszállítást vagy vasúti személyszállítást végző társaság, amely vasúti pályahálózatot nem üzemeltet.
Az Európai Unióban a mintegy 600 vállalkozó vasúti társaság a közúti teherfuvarozókhoz hasonlóan ma már a megfelelő engedélyek birtokában szabadon közlekedhetnek a vasúti pályán, egyes tagállamokban pedig ez a helyzet a vasúti személyszállítás területén is. 2010-től kezdődően a vállalkozó vasúti társaságok előtt megnyílik a nemzetközi személyszállítási piac is.
A vállalkozó vasúti társaságok a nemzetközi forgalom lebonyolítása érdekében nemzetközi csoportosulásokat alkothatnak.
Magyarországon 2004 óta működnek vállalkozó vasúti társaságok. A hazai közlekedéspolitika célja, hogy hosszú távon a pályavasúti és vállalkozó vasúti tevékenységek társasági szempontból is elkülönüljenek.
- CER,
- Floyd ZRt.,
- MÁV Hajdú,
- Magyar Magánvasút Zrt.